# Parley
Il termine parley (parlé in italiano) è un termine tecnico militare per indicare una discussione o più propriamente una riunione, in particolare quella progettata per concordare una tregua o esaminare degli accordi, cercando di porre fine a una discussione o alle ostilità tra due armate o flotte tra loro nemiche. La parola è derivata dal termine francese parler che significa appunto "parlare".
Tra XVII e XIX secolo, attaccare un nemico durante un parley era considerato un modo gravissimo di infrangere le regole di guerra. Il British Army venne accusato più volte di aver violato i termini del parley durante la guerra d'indipendenza americana, in particolare arrestando membri del Continental Army durante i negoziati.

## Nella cultura di massa
Alcuni esempi di parley divenuti famosi nella cultura popolare si trovano:
- In Fear the Walking Dead nell'episodio "The Unveiling", dove Jake Otto ed il capo Qaletaqa Walker si accordano per un parley per evitare lo spargimento di sangue della loro lotta per il controllo della terra. L'attacco durante il momento del parley porterà all'improvvisa fine della tregua.[2]
- Nella serie Pirati dei Caraibi il parley viene menzionato più volte nel corso della saga. Viene menzionato per la prima volta nel film La maledizione della prima luna da Elizabeth Swann, quando chiede di parlamentare con Capitan Barbossa e viene poi usato da altri personaggi nel corso dello stesso film. Nel terzo film (Ai confini del mondo) Jack Sparrow chiede un parley per negoziare con Lord Cutler Beckett e Davy Jones prima della battaglia finale.